# Pedri
Pedro González López (* 25. listopadu 2002 Tegueste), známý jako Pedri, je španělský profesionální fotbalista, který hraje na pozici záložníka za FC Barcelonu a za španělský národní tým.

## Klubová kariéra

### Las Palmas
Pedri se narodil v Tegueste na Tenerife na Kanárských ostrovech a připojil se k akademii Las Palmas v roce 2018 z týmu CF Juventud Laguna. 15. července 2019, ve věku pouhých 16 let, podepsal čtyřletou profesionální smlouvu s klubem a byl přesunut do A-týmu manažerem Pepem Melem.
Pedri debutoval 18. srpna 2019, stále ve věku 16 let, při domácí prohře 0:1 proti Huesce v Segunda División. Svůj první profesionální gól vstřelil 19. září, když vstřelil jediný gól zápasu proti Sportingu Gijón a stal se nejmladším střelcem v historii Las Palmas ve věku 16 let, 9 měsíců a 23 dnů.

### FC Barcelona
2. září 2019 se FC Barcelona dohodla s Las Palmas na přestupu Pedriho s platností od 1. července 2020. Hráč souhlasil s pětiletou smlouvou s katalánským klubem, který za přestup zaplatil 10 milionů euro.
Pedri debutoval v Barceloně a také v La Lize 27. září, když v domácím zápase proti Villarrealu nahradil Philippa Coutinha. V základní sestavě se poprvé objevil 17. října při prohře 0:1 proti Getafe.
Pedri vstřelil svůj první gól v klubu 20. října 2020 při výhře 5:1 nad maďarským Ferencvárosem ve skupinové fázi Ligy mistrů UEFA 2020/21, poté, co v vystřídal Ansu Fatiho. 7. listopadu, při domácím vítězství 5:2 nad Realem Betis, vstřelil svůj první ligový gól v dresu Blaugranas po asistenci Sergiho Roberta. 6. ledna 2021 vstřelil gól proti Athleticu Bilbao a asistoval u druhého gólu Barçy při výhře 3:2 na San Mamés.

## Reprezentační kariéra
V březnu 2021 obdržel Pedri první pozvánku do španělské fotbalové reprezentace na zápasy kvalifikace na mistrovství světa ve fotbale 2022.

## Styl hry
Pedri hraje na pozici středního záložníka, rád zabírá centrální oblasti a dokonce sbíhá až k obraně, čímž pomáhá s rozehrávkou. Pohybuje se jak vlevo, vpravo, tak i na pozci číslo 8 (tedy středního ofensivního záložníka). Svým pohybem na hřišti tak připomíná například legendu katalánského klubu, Andrése Iniestu.

## Statistiky

### Klubové
K 15. březnu 2021
| Klub       | Sezóna  | Liga             | Liga | Liga  | Pohár | Pohár | Evropské poháry | Evropské poháry | Ostatní | Ostatní | Celkem | Celkem |
| Klub       | Sezóna  | Division         | Apps | Goals | Apps  | Goals | Apps            | Goals           | Apps    | Goals   | Apps   | Goals  |
| ---------- | ------- | ---------------- | ---- | ----- | ----- | ----- | --------------- | --------------- | ------- | ------- | ------ | ------ |
| Las Palmas | 2019/20 | Segunda División | 36   | 4     | 1     | 0     | —               | —               | —       | —       | 37     | 4      |
| Barcelona  | 2020/21 | La Liga          | 27   | 2     | 5     | 0     | 7               | 1               | 2       | 0       | 41     | 3      |
| Celkem     | Celkem  | Celkem           | 63   | 6     | 6     | 0     | 7               | 1               | 2       | 0       | 78     | 7      |